# Comércio justo
Comércio justo (em inglês: fair trade) é um dos pilares da sustentabilidade econômica e ecológica (ou econológica, como vem sendo chamada).
Trata-se de um movimento social e uma modalidade de comércio internacional que busca o estabelecimento de preços justos, bem como de padrões sociais e ambientais equilibrados nas cadeias produtivas, promovendo o encontro de produtores responsáveis com consumidores éticos.
A ideia de um comércio justo surgiu nos anos 1960 e ganhou corpo em 1967, quando foi criada, na Holanda, a Fair Trade Organisatie. Dois anos depois, foi inaugurada a primeira loja de comércio justo. O café foi o primeiro produto a seguir o padrão de certificação desse tipo de comércio, em 1988. A experiência se espalhou pela Europa e, no ano seguinte, foi criada a International Fair Trade Association, que reúne atualmente cerca de 300 organizações em 60 países.
O movimento dá especial atenção às exportações de países em desenvolvimento para países desenvolvidos, como artesanato e produtos agrícolas. Em poucas palavras, é o comércio onde o produtor recebe remuneração justa por seu trabalho.
| 44,9% | impostos, direitos aduaneiros, frete  |
| 23,7% | margem do varejo                      |
| 17,8% | margem dos atacadistas e torrefadores |
| 8,5%  | proprietários da plantação            |
| 5,1%  | salários dos trabalhadores            |

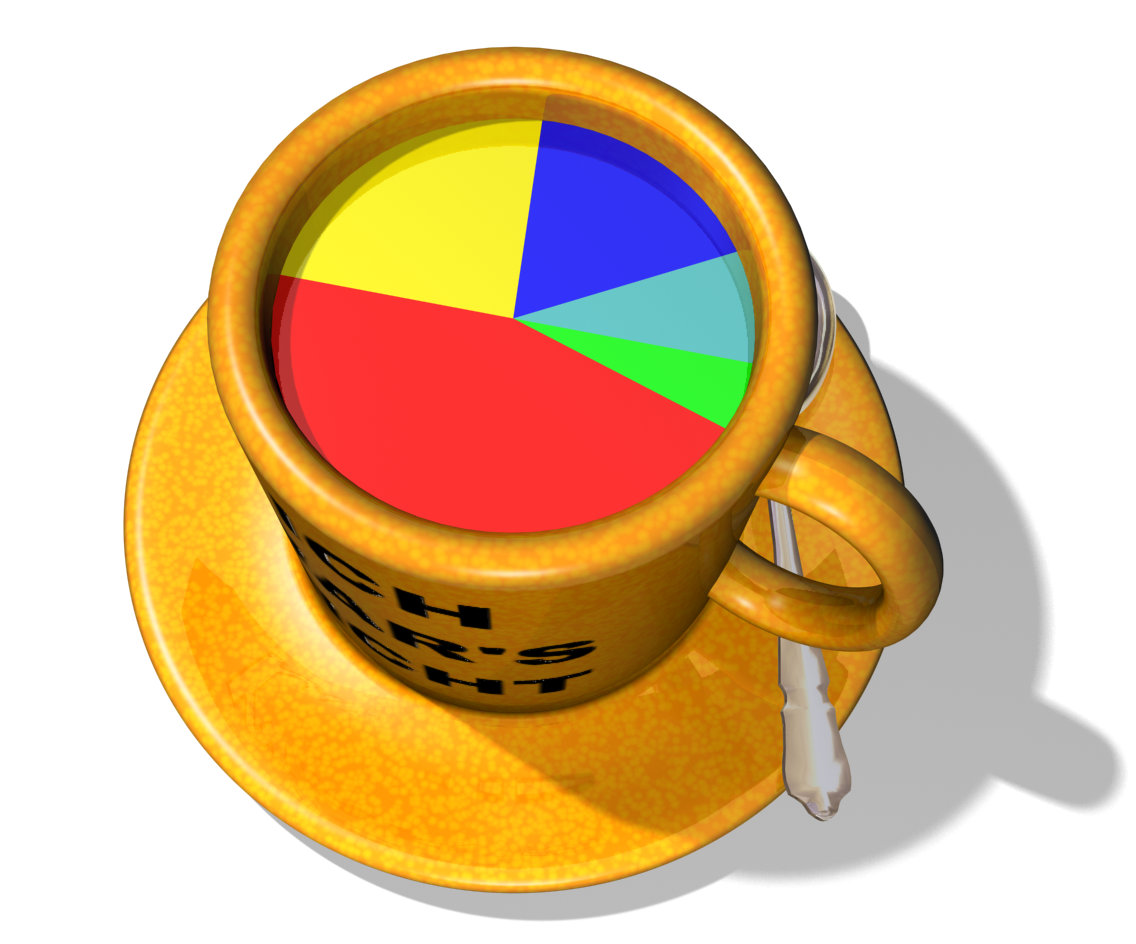
Composição do preço final do café ao consumidor, na Europa Ocidental.

Alguns países têm consumidores preocupados com a sustentabilidade e que optam por comprar produtos vendidos através do comércio justo. Esta opção ética tem permitido aos pequenos produtores de países tropicais viver de forma digna ao fazerem a opção pela agroecologia, como agricultura orgânica.
O comércio justo é definido pela News! (a rede europeia de lojas de comércio justo) como "uma parceria entre produtores e consumidores que trabalham para ultrapassar as dificuldades enfrentadas pelos primeiros, para aumentar seu acesso ao mercado e para promover o processo de desenvolvimento sustentável. O comércio justo procura criar os meios e oportunidades para melhorar as condições de vida e de trabalho dos produtores, especialmente os pequenos produtores desfavorecidos. Sua missão é promover a equidade social, a proteção do ambiente e a segurança econômica através do comércio e da promoção de campanhas de conscientização".

## Princípios
Todas as organizações envolvidas no circuito do Comércio Justo devem obedecer aos seguintes princípios:

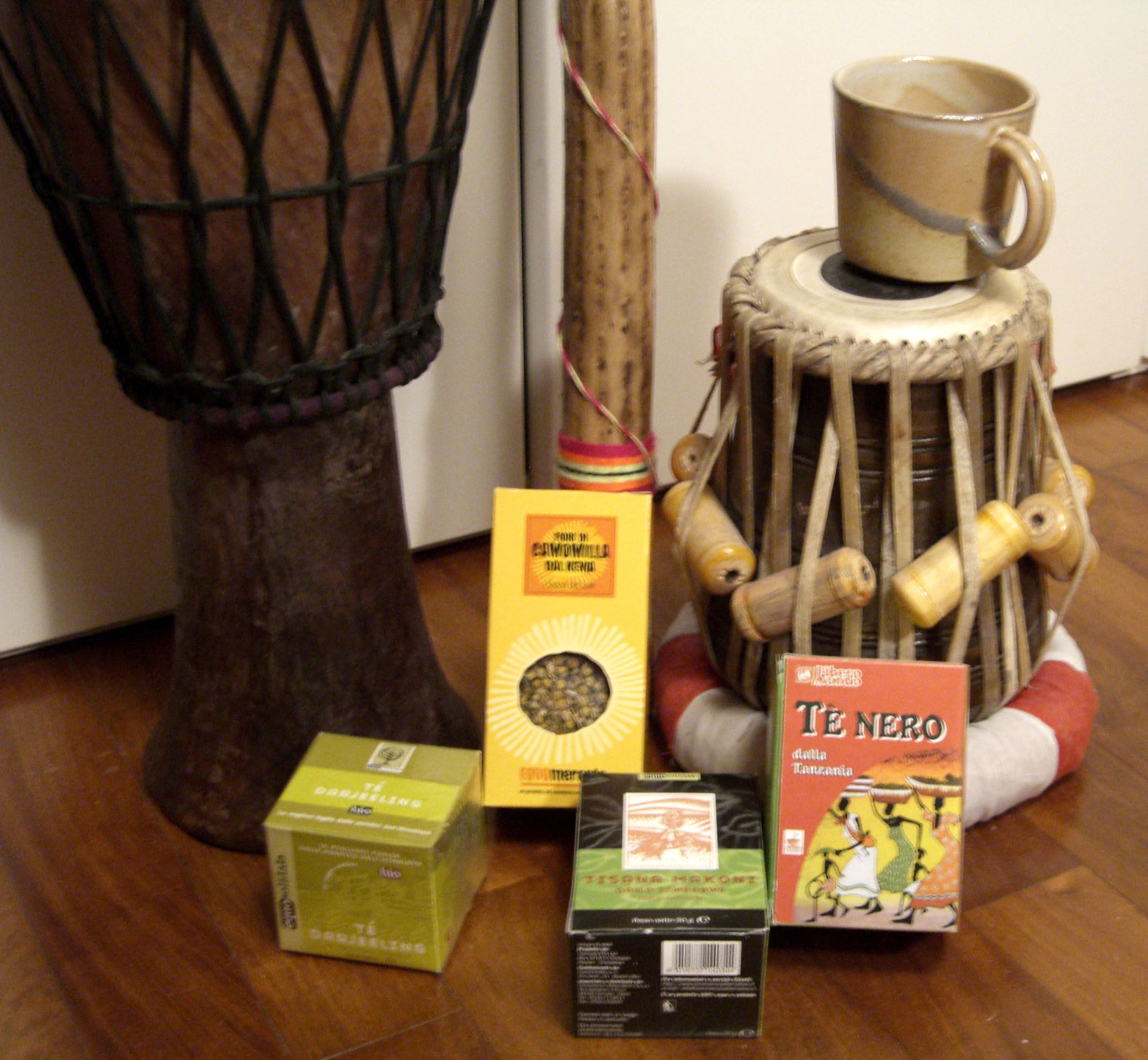
Produtos de comércio justo e solidário: artesanato africano (instrumentos musicais, cerâmica e chás).

- A preocupação e o respeito pelas pessoas e pelo ambiente, colocando as pessoas acima do comerciante;
- A criação de meios e oportunidades para os produtores melhorarem as suas condições de vida e de trabalho, incluindo o pagamento de um preço justo (um preço que cubra os custos de um rendimento aceitável, da protecção ambiental e da segurança económica);
- Abertura e transparência quanto à estrutura das organizações e todos os aspectos da sua actividade, e informação mútua, entre todos os intervenientes na cadeia comercial, sobre os seus produtos e métodos de comercialização;
- Envolvimento dos produtores, voluntários e empregados nas tomadas de decisão que os afectam;
- A protecção dos direitos humanos, nomeadamente os das mulheres, das crianças e dos povos indígenas;
- A consciencialização para a situação das mulheres e dos homens, enquanto produtores e comerciantes, e a promoção da igualdade de oportunidades;
- A promoção da sustentabilidade através do estabelecimento de relações comerciais estáveis de longo prazo;
- A educação e a participação em campanhas de sensibilização;
- A produção tão completa quanto possível dos produtos comercializados no país de origem.

### No Brasil
- Solidarium: Organização Certificada de Comércio Justo no Brasil
- Faces do Brasil:
  - Comércio justo no mundo
  - Comércio justo no Brasil.
- Fórum Brasileiro de Economia Solidária
- Folha de S.Paulo, 16 de agosto de 2008. Comércio justo. [ligação inativa], por Cyrus Afshar.
- Vendas pela internet ajudam a alavancar ações de comércio justo no Brasil"
- Biblioteca do Fórum Brasileiro de Economia Solidária

### Em Portugal
- Rede nacional de consumo responsável. Comércio Justo = Consumo Responsável.
- CIDAC
- MÓ DE VIDA COOP
- Website Ben&Jerry's